# Sainte-Ruffine
Sainte-Ruffine é uma comuna francesa na região administrativa de Grande Leste, no departamento de Mosela. Estende-se por uma área de 0,7 km². Em 2010 a comuna tinha 578 habitantes (densidade: 825,7 hab./km²).